# 2,3,4-trimetilheptano
El 2,3,4-trimetilheptano es un alcano de cadena ramificada con fórmula molecular C10H22.